# Bingham Medal
Die Bingham Medal wird seit 1948 jährlich von der amerikanischen Society of Rheology für hervorragende Verdienste auf dem Gebiet der Rheologie vergeben. Sie ist nach Eugene Cook Bingham, einem Mitbegründer der Society und der Rheologie, benannt.

## Preisträger
- 1948 Melvin Mooney
- 1949 Henry Eyring
- 1950 W. F. Fair, Jr.
- 1951 Percy Williams Bridgman
- 1952 Arpad Nadai
- 1953 John Douglass Ferry
- 1954 T. Alfrey
- 1955 H. Leaderman
- 1956 Arthur V. Tobolsky
- 1957 Clarence Zener
- 1958 Ronald Rivlin
- 1959 Egon Orowan
- 1960 Bruno H. Zimm
- 1961 W. R. Willets
- 1962 W. Philippoff
- 1963 Clifford Truesdell
- 1964 Johannes Martinus Burgers
- 1965 Eugene Guth
- 1966 P. E. Rouse
- 1967 H. Markovitz
- 1968 Jerald L. Ericksen
- 1969 S. G. Mason
- 1970 Anton Peterlin
- 1971 Arthur S. Lodge
- 1972 Richard S. Stein
- 1973 R. Simha
- 1974 Robert Byron Bird
- 1975 A. N. Gent
- 1976 L. E. Nielsen
- 1977 Arthur B. Metzner
- 1978 T. L. Smith
- 1979 William W. Graessley
- 1980 Howard Brenner
- 1981 James L. White
- 1982 E. B. Bagley
- 1983 F. R. Eirich
- 1984 B. D. Coleman
- 1985 R. S. Porter
- 1986 Morton M. Denn
- 1987 Charles Francis Curtiss
- 1988 William R. Schowalter
- 1989 I. M. Krieger
- 1990 Guy C. Berry
- 1991 L. J. Zapas
- 1992 Kurt F. Wissbrun
- 1993 Daniel D. Joseph
- 1994 Andreas Acrivos
- 1995 Donald J. Plazek
- 1996 Horst H. Winter
- 1997 Gerald G. Fuller
- 1998 John M. Dealy
- 1999 William B. Russel
- 2000 L. Gary Leal
- 2001 Masao Doi
- 2002 Ronald G. Larson
- 2003 Giuseppe Marrucci
- 2004 Christopher Macosko
- 2005 Jan Mewis
- 2006 Robert C. Armstrong
- 2007 John F. Brady
- 2008 Hans Christian Öttinger
- 2009 Gregory B. McKenna
- 2010 Tom McLeish
- 2011 Eric Shaqfeh
- 2012 Ralph H. Colby
- 2013 Gareth H. McKinley
- 2014 Norman Wagner
- 2015 Hiroshi Watanabe
- 2016 Mike Cates
- 2017 Julia A. Kornfield
- 2018 Michael Rubinstein
- 2019 Dimitris Vlassopoulos
- 2020 Ole Hassager
- 2021 Jan Vermant
- 2022 Wilson Poon
- 2023 Jeffrey F. Morris
- 2024 Michael D. Graham
- 2025 Antony N. Beris